# Igls
Igls is een stadsdeel en een kadastrale gemeente in de Oostenrijkse stad Innsbruck. Het was een zelfstandige gemeente tot het in 1942 bij de Tiroolse deelstaatshoofdstad werd ingedeeld. Igls ligt op een hoogte van 870 meter op een middelgebergterras ten zuidoosten van het centrum van Innsbruck en is bereikbaar via de Mittelgebirgsstraße (L9). Igls heeft een tramstation, Igls Bahnhof. Hier beginnen/eindigen de trams op de lijn Igls Bahnhof - Innsbruck Mülauer Brücke.

## Geschiedenis
In Igls zijn rijen met graven ontdekt, die waarschijnlijk stammen uit de tijd van de Grote Volksverhuizing. De naam Igls is mogelijk afgeleid van de baljuw Eigilis van het klooster Tegernsee, die in de 11e eeuw bezittingen in Igls had. Een andere optie is dat het dorp door de Heilige Aegidius, abt van St. Gilles in de Provence, Gilles genoemd is. De in vroegere tijden romaanse kerk werd reeds in 1286 vermeld. In de 15e eeuw werd zij in laatgotische stijl verbouwd en in 1479 ingewijd. In 1705 werd zij opnieuw verbouwd en werden er barokke elementen toegevoegd.
In de 19e eeuw veranderde het boerendorp langzamerhand in een zomerrecreatieoord voor inwoners van Innsbruck die hier een villa bezaten. In die tijd werden ook de eerste hotels in Igls gebouwd, die vooral vermogende Engelse toeristen aantrokken. In de zomer van 1912 verbleef Louis Couperus met zijn echtgenote in hotel Tirolerhof in Igls. Hij schreef er een feuilleton over zijn verblijf, "Lachend Dorpje". En op 1 februari 1936 arriveerden koningin Wilhelmina en prinses Juliana na een treinreis van Rotterdam naar Innsbruck in het villadorp Igls, waar zij logeerden in hotel Iglerhof. Hier ontmoette prinses Juliana voor het eerst prins Bernhard. Tot aan de sluiting van het hotel eind jaren zestig van de twintigste eeuw, hing in de lobby van Iglerhof een enorm staatsieportret van een jonge Bernhard en Juliana.
Igls kreeg internationale bekendheid door de Olympische Winterspelen 1964 en 1976, toen hier de wedstrijden op de bobslee- en rodelbaan werd georganiseerd. Ook was hier een skiafdaling op de flanken van de Patscherkofel. De sportfaciliteiten die toen zijn aangelegd worden ook tegenwoordig nog voor internationale wedstrijden benut.
Boven Igls staat op een hoogte van 1240 meter de in 1662 in Barokke stijl gebouwde bedevaartskerk Heiligwasser. De kerk werd hier gebouwd na een Mariaverschijning. Het water uit de bron bij de kerk zou een helende werking hebben. De kerk en de nabijgelegen 16e-eeuwse herberg zijn middels een kabelbaan Patscherkofelbahn maar ook goed te voet vanuit Igls bereikbaar. Ten zuiden van Igls ligt verder nog de 1064 meter hoge heuveltop Goldbichl, die vele archeologische schatten herbergt. De tramlijn die in 1900 van Innsbruck naar het hogergelegen Igls werd aangelegd is nog steeds operationeel. In de zomermaanden wordt dit traject dat dwars door schitterende bossen gaat en over weidse vlakten voert, soms met oud tram materiaal afgelegd.